# Endogenida
Ordre
Les Endogenida sont un ordre de Ciliés de la classe des Phyllopharyngea .

## Description
Les Endogenida ont une taille, petite (< 80 µm) à grande (> 200 µm). Leurs trophontes sont ovoïdes à sphéroïdes, mais ramifiés et de taille énorme dans certains groupes ; ils sont souvent pourvus d'une lorica (loge). Ils ont des tentacules souvent disposés en fascicules. Ils se reproduisent par bourgeonnement endogène, ce processus ayant lieu dans une poche, monogemmique ou polygemmique, avec des essaims produits complètement à l'intérieur et devenant des nageurs libres dans la poche à couvain, avant l'émergence à travers le pore de naissance. Ils ont de petits champs permanents de cinétosomess, non ciliés, responsables de la ciliature larvaire, champs situés près de la vacuole contractile.

## Habitat
Les Endogenida vivent en milieu marin et en eau douce, le plus souvent sous forme ectosymbiotiques avec quelques espèces endocommensales.

## Liste des familles
Selon World Register of Marine Species (16 août 2024) :
- Acinetidae Stein, 1859
- Acinetopsidae Jankowksi, 1978
- Corynophryidae Jankowksi, 1981
- Dendrosomatidae
- Endosphaeridae Jankowksi in Corliss, 1979
- Pseudogemmidae Jankowksi, 1978
- Tokophryidae Jankowksi in Small & Lynn, 1985
- Trichophryidae Fraipont, 1878

Selon Lynn (2010) :
- Acinetidae Stein, 1859
- Acinetopsidae Jankowski, 1978
- Choanophryidae Dovgal, 2002
- Corynophryidae Jankowski, 1981
- Dactylostomatidae Jankowski, 1978
- Dendrosomatidae Fraipont, 1878
- Endosphaeridae Jankowski In Corliss, 1979
- Erastophryidae Jankowski, 1978
- Pseudogemmidae Jankowski, 1978
- Rhynchetidae Jankowski, 1978
- Solenophryidae Jankowski, 1981
- Tokophryidae  Jankowski In Small & Lynn, 1985
- Trichophryidae  Fraipont, 1878

## Systématique
Le nom valide complet (avec auteur) de ce taxon est Endogenida Collin (d), 1912.

### Synonymes
L'ordre des Endogenida a pour synonymes :
- Acinetida
- Acinetina
- Astrosomatida
- Dendrosomatida
- Dendrosomatina
- Endogenea
- Endogenia
- Endosphaeriida
- Endosphaeriina
- Entotropida pro parte
- Heliophryida
- Marinectida
- Oligostomatida pro parte
- Pseudogemmida pro parte
- Solenophryina
- Stylophryina
- Tokophryina
- Trichophryida pro parte